# A passo lento
A passo lento è il quarto album di inediti de I ratti della Sabina.

## Tracce
1. La giostra
2. A passo lento
3. Chi arriva prima aspetta
4. Non fa paura la notte
5. Fuori dal centro (fiori leggeri)
6. La rivoluzione
7. Come fossi neve
8. Il re dei topi
9. A oriente
10. Il suono del motore
11. Il tempo che merita
12. L'abbatuozzo
13. Fino al confine dell'inverno
14. Dopo la pioggia